# Szczecinowo
Szczecinowo – wieś w Polsce położona w województwie warmińsko-mazurskim, w powiecie ełckim, w gminie Stare Juchy.
W latach 1975–1998 miejscowość administracyjnie należała do województwa suwalskiego.
W Szczecinowie znajduje się Dom Pracy Twórczej Uniwersytetu w Białymstoku. 